# اکباش، جرد
اکباش، جرد (به لاتین: Akbaş, Gerede) یک  Köy  در ترکیه است که در استان بولی واقع شده‌است.

## خصوصیات
اکباش ۵۱ نفر جمعیت دارد.